# Eichenblättriger Giftsumach
Der Eichenblättrige Giftsumach (Rhus toxicodendron L., Syn.: Toxicodendron pubescens Mill.), auch Giftefeu genannt, ist eine Pflanzenart aus der Gattung Rhus in der Familie der Sumachgewächse (Anacardiaceae). Sie stammt aus Nordamerika.
Ein Pflanzeninhaltsstoff ist Urushiol, das bei Berührung der Pflanze in den allermeisten Fällen einen juckenden Ausschlag verursacht.

## Beschreibung
Diese variable Art wächst entweder als Strauch bis zu einer Wuchshöhe von etwa 1 Meter oder als Kletterpflanze mit Luftwurzeln. Die kletternde Form kann botanisch als Varietät Toxicodendron pubescens var. radicans oder manchmal als eigene Art Toxicodendron radicans angesehen werden. Diese ist auch unter dem nordamerikanischen Trivialnamen Poison Ivy (direkt übersetzt „Giftefeu“) bekannt. Die Bezeichnung „Efeu“ ist irreführend, da der Giftsumach trotz äußerlicher Ähnlichkeit, aber völlig anderer Laubblätter, mit dem Gemeinen Efeu (Hedera helix) nicht verwandt ist.
Der Eichenblättrige Giftsumach wächst als sommergrüner Halbstrauch. Die großen Äste sind relativ dünn und biegsam. Alle Teile der Pflanze führen einen reizenden, gelblich-weißen Milchsaft, der sich an der Luft rasch schwarz färbt, mit penetrantem, übelkeiterregendem Geruch. Diese Schwarzfärbung bietet eine Möglichkeit, diese Pflanzenart zu identifizieren.
Die wechselständig angeordneten Laubblätter sind in Blattstiel und -spreite gegliedert. Der Blattstiel ist 8 bis 14 Zentimeter lang. Die Spreite ist dreiteilig fiedrig. Die Laubblätter können im Frühjahr purpurfarben sein, im Sommer grün glänzend und im Herbst leuchtend rot. Die vor allem unterseits behaarten, eiförmigen, rundspitzigen oder stumpfen bis abgerundeten Blättchen sind unregelmäßig gelappt oder grob gezähnt bis seichtbuchtig oder ganz, nur das Endblättchen ist länger gestielt.
Rhus toxicodendron ist zweihäusig (diözisch). Die Blütezeit reicht von Mai bis Juli. Der kurze, lockere, rispige und mehr oder weniger behaarte Blütenstand ist seitenständig. Die kleinen, eingeschlechtigen, kurz gestielten und fünfzähligen Blüten sind weiß bis grün. 
Die erbsengroße, kugelige, gelbliche und rundliche, verkahlende Steinfrucht ist 4 bis 8 Millimeter groß.
Die Chromosomenzahl beträgt 2n = 30.

## Vorkommen
Das Verbreitungsgebiet des Eichenblättrigen Giftsumachs erstreckt sich in Kanada von Nova Scotia bis British Columbia, über die östlichen USA bis Arizona und Florida. Er kommt teilweise in Mexiko, auf den Bahamas und in Nordostasien vor. Der Eichenblättrige Giftsumach ist auch in Buschwäldern und feuchten Gegenden in Mittelfrankreich und einigen anderen Teilen Europas ein Neophyt, wo er sich stellenweise akklimatisiert hat. In Deutschland ist der Eichenblättrige Giftsumach in botanischen Gärten zu sehen, selten auch in Hausgärten.
Der Eichenblättrige Giftsumach wächst oft als Unterholz in Dickichten, aber auch an steinigen Orten, sowie in trockenen, bewaldeten Gebieten, vor allem an Randbereichen entlang und auf sandigen Dünen. Er verträgt saure Böden mit pH-Werten von 6,0 bis mäßig alkalische mit pH-Werten bis 7,9.

## Taxonomie
Die Erstveröffentlichung von Rhus toxicodendron erfolgte 1753 durch Carl von Linné in Species Plantarum Band 1, Seite 266. Diese Verwandtschaftsgruppe wird kontrovers diskutiert. Einige Autoren nennen diese Art Toxicodendron pubescens Mill.; dieser Name wurde 1768 durch Philip Miller in Gardeners Dictionary, Edition 8 veröffentlicht. Weitere Synonyme für Rhus toxicodendron L.sind: Rhus toxicodendron var. quercifolium Michx., Toxicodendron quercifolium (Michx.) Greene, Toxicodendron toxicarium (Salisb.) Gillis.

## Wichtige Inhaltsstoffe und Wirkungen

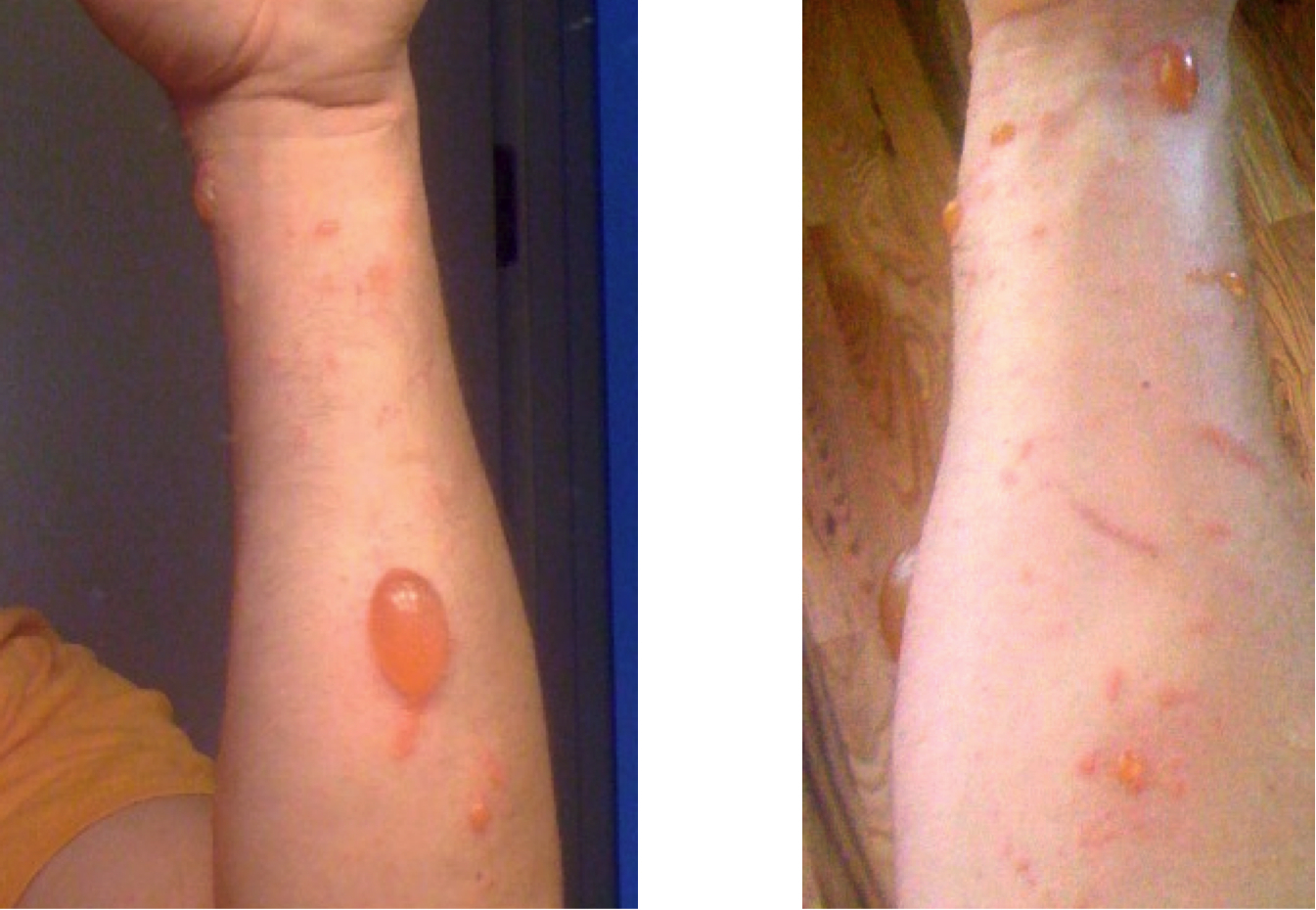
Hautblasen durch das starke Kontaktallergen

Alle Pflanzenteile sind giftig, nicht aber der gewonnene Honig. Die Arzneidroge wird aus den Blättern (Folia toxicodendri) gewonnen. Wichtige Inhaltsstoffe sind dabei das Urushiol, Fisetin, Gallussäure, Rhusgerbsäure und das Glykosid Toxicodendrol. Die ölige Substanz Urushiol zählt zu den stärksten natürlich vorkommenden Kontaktallergenen. Die unreifen Früchte enthalten ungefähr 3,6 %, die Blätter etwa 3,3 % und die Zweige circa 1,6 % der öligen Allergensubstanz. Schon sehr geringe Mengen im Mikrogramm-Bereich reichen für die starken Reizwirkungen. Oral aufgenommene Pflanzenteile führen zu Symptomen wie Erbrechen, Entzündung des Magen-Darm-Traktes, Koliken, Blutharnen und heftigen neurologischen Symptomen, die an eine Atropinvergiftung erinnern. Nicht nur bei Berührung und Ingestion ist das Gift zu spüren, durch flüchtig ausgeschiedene Stoffe kann die Pflanze dem Menschen ebenso schaden. Bei längeren Aufenthalten neben der Pflanze werden Fälle von starker Schleimhautentzündung, Anstieg der Körpertemperatur und Erbrechen berichtet. Allergiker, die sich in der Nähe der Pflanze aufhalten, können unter Hautschäden leiden.
Neben den Wirkungen auf den Menschen ist der Eichenblättrige Giftsumach auch giftig für Pferde und oft tödlich giftig für Kleintiere wie Hasen.
Ein Merkspruch zur Erkennung und Vermeidung des Giftefeus lautet: „Der Blätter drei, geh dran vorbei.“

## Verwendung
Madaus zufolge wirkt schon die Ausdünstung des weißen, an der Luft sich schwarz färbenden Milchsaftes auf die Hautgefäße. So soll eine Gruppe Soldaten, die um ein Feuer aus den Zweigen lagerten, Hautbeschwerden gehabt haben. Häuser, wo der Strauch wuchs, galten als verhext, weil die Bewohner Rheuma bekamen. J. White beschrieb im New York medical journal 1873 eingehend die Grade der Hautreizung, vom Erythem mit etwas papulovesikulösem Ekzem bis hin zum heiß und rot geschwollenen Erysipel mit nässenden, krustigen Bläschen, die heftig jucken und brennen, dazu Fieber und Prostration. Andere beschrieben teils ähnliche Erscheinungen nach Einnahme. Allerdings seien nicht alle Menschen empfindlich. Hasen, die in strengen Wintern am Strauch nagten, stürben sofort, Pferde und Rinder aber nicht, und für die Haut von Kaltblütern sei er unschädlich. In die Heilkunde kam die Pflanze 1788 durch Dufresnoy als Mittel gegen Flechten. Alderson, Horsfield u. a. rühmten sie bei Lähmungen, besonders rheumatischer Natur, was viele Autoren bestätigten. Dazu kam der Einsatz bei Augenleiden, besonders wenn diese mit „skrofulös-herpetischen“ Gesichtsausschlägen verbunden waren. Heute findet der Eichenblättrige Giftsumach in der evidenzbasierten Medizin keine Verwendung mehr. Homöopathen verwenden Rhus tox bei Gelenk-, Rücken-, Kopf- und Nackenschmerzen, die zu ständiger Unruhe zwingen, außerdem bei Erkältungen und bei Hautkrankheiten wie Ekzemen oder Herpes-simplex-Infektionen. Es wird aus frischen, beblätterten, jungen Trieben gewonnen.

## Ähnliche Arten
Eine ähnlich aussehende Art, die im englischen Sprachraum auch Poison Oak genannt wird, ist Toxicodendron diversilobum. Der Eichenblättrige Giftsumach wird in Deutschland oft nur als Giftsumach bezeichnet. Dieser Name ist aber für Toxicodendron vernix (Poison Sumac) gebräuchlich, der wenig Ähnlichkeit mit der hier behandelten Pflanzenart hat.